# Coronel João Sá
Coronel João Sá là một đô thị thuộc bang Bahia, Brasil. Đô thị này có diện tích 825,767 km², dân số năm 2007 là 18663 người, mật độ 22,6 người/km².